# Eoophyla inouei
Eoophyla inouei là một loài bướm đêm trong họ Crambidae.